# Улица Ганны Барвинок (Чернигов)
Улица Ганны Барвинок (до 2023 года — Минская улица) (укр. Вулиця Ганни Барвінок) — улица в Новозаводском районе города Чернигова, исторически сложившаяся местность (район) Новая Подусовка. Пролегает от улицы Забаровская до улицы Георгия Нарбута (Курская).
Примыкают улицы Глебова, Черкасская.

## История
Минская улица — в честь в города Минск — была проложена и застраивалась в 1960-е годы, вместе в другими улицами 1-й очереди застройки Новой Подусовки (Новоподусовского жилого массива).
С целью проведения политики очищения городского пространства от топонимов, которые возвеличивают, увековечивают, пропагандируют или символизируют Российскую Федерацию и Республику Беларусь, 21 февраля 2023 года улица получила современное название — в честь украинской писательницы  Александры Михайловны Кулиш (литературный псевдоним Ганна Барвинок), согласно Решению Черниговского городского совета № 29/VIII-7 «Про переименование улиц в городе Чернигове» («Про перейменування вулиць у місті Чернігові»).

## Застройка
Улица пролегает в восточном направлении, параллельно улицам Небесной Сотни (Орловской) и Полетаева. Парная и непарная стороны улицы заняты усадебной застройкой. 
Учреждения: нет